# Filelight
Filelight és un analitzador gràfic d'espai lliure en disc per al gestor de finestres KDE. A diferència de programes similars, que mostren una vista d'arbre dels fitxers del disc o unes columnes amb informació dels directoris, filelight mostra un pastís amb divisions concèntriques que representen els diversos directoris del disc dur i l'espai que usen.